# Braunit
Braunit (auch Hartbraunstein, Heteroklas, Heteroklin oder Pesillit) ist ein eher selten vorkommendes Mineral aus der Mineralklasse der „Silikate und Germanate“ mit der chemischen Zusammensetzung Mn2+Mn3+6[O8|SiO4] und ist damit chemische gesehen ein Mangan-Silikat mit zusätzlichen Sauerstoff-Ionen.
Braunit kristallisiert im tetragonalen Kristallsystem, entwickelt aber nur kleine, pyramidale und oktaedrische, nach {001} und {201} gestreifte Kristalle bis etwa 5 cm Größe. Meist findet er sich in Form krustenförmiger Kristallrasen oder körnige bis massige Mineral-Aggregate. Das Mineral ist undurchsichtig, aber nicht völlig opak, und zeigt auf den Oberflächen der eisen- bis bräunlichschwarzen Kristalle einen schwachen bis fettigen Metallglanz. Auf der Strichtafel hinterlässt Braunit einen schwarzen, fein ausgerieben etwas bräunlichen, Strich.
Mit Abswurmbachit bildet Braunit eine vollständige Mischreihe.

## Etymologie und Geschichte
Erstmals entdeckt wurde Braunit in Mineralproben aus dem Steinbruch Oehrenstock bei Langewiesen im Thüringer Wald und beschrieben 1826 durch Wilhelm Ritter von Haidinger, der das Mineral zu Ehren des Kammerraths Wilhelm von Braun zu Gotha nach diesem benannte.
Da der Braunit bereits lange vor der Gründung der International Mineralogical Association (IMA) bekannt und als eigenständige Mineralart anerkannt war, wurde dies von ihrer Commission on New Minerals, Nomenclature and Classification (CNMNC) übernommen und bezeichnet den Braunit als sogenanntes „grandfathered“ (G) Mineral. Die seit 2021 ebenfalls von der IMA/CNMNC anerkannte Kurzbezeichnung (auch Mineral-Symbol) von Braunit lautet „Bnt“.
Ein Aufbewahrungsort für das Typmaterial des Minerals ist nicht dokumentiert.

## Klassifikation
In der veralteten 8. Auflage der Mineralsystematik nach Strunz gehörte der Braunit zur Mineralklasse der „Silikate“ und dort zur Abteilung „Neso-Subsilikate“, wo er gemeinsam mit Dixenit, Katoptrit, Långbanit, Mcgovernit, Welinit und Yeatmanit in der „Braunit-Långbanit-Gruppe“ mit der Systemnummer VIII/A’.05 steht.
In der zuletzt 2018 überarbeiteten Lapis-Systematik nach Stefan Weiß, die formal auf der alten Systematik von Karl Hugo Strunz in der 8. Auflage basiert, erhielt das Mineral die System- und Mineralnummer VIII/B.09-003. Dies entspricht der Klasse der „Silikate“ und dort der Abteilung „Inselsilikate mit tetraederfremden Anionen“, wo Braunit zusammen mit Abswurmbachit, Franciscanit, Gatedalit, Katoptrit, Långbanit, Neltnerit, Örebroit, Welinit und Yeatmanit eine unbenannte Gruppe mit der Systemnummer VIII/B.09 bildet.
Die von der International Mineralogical Association (IMA) zuletzt 2009 aktualisierte 9. Auflage der Strunz’schen Mineralsystematik ordnet den Braunit in die Klasse der „Silikate und Germanate“ und dort in die Abteilung „Inselsilikate (Nesosilikate)“ ein. Hier ist das Mineral in der Unterabteilung „Inselsilikate mit zusätzlichen Anionen; Kationen in meist [6]er- und > [6]er-Koordination“ zu finden, wo es zusammen mit Abswurmbachit und Neltnerit die „Braunitgruppe“ mit der Systemnummer 9.AG.05 bildet.
In der vorwiegend im englischen Sprachraum gebräuchlichen Systematik der Minerale nach Dana hat das hier als Braunit I bezeichnete Mineral die System- und Mineralnummer 07.05.01.01. Dies entspricht der Klasse der „Oxide und Hydroxide“ und dort der Abteilung „Mehrfache Oxide“, wo das Mineral zusammen mit Abswurmbachit, Neltnerit und Braunit II in der „Humitgruppe (Tetragonal: I41/acd) mit Si“ mit der Systemnummer 07.05.01 innerhalb der Unterabteilung „Mehrfache Oxide mit der Formel ABX2“ zu finden ist.

## Chemismus
In der idealen, stoffreinen Zusammensetzung von Braunit (Mn2+Mn3+6[O8|SiO4]) besteht das Mineral im Verhältnis aus sieben Teilen Mangan (Mn) in den Oxidationsstufen +2 und +3 sowie 12 Teilen Sauerstoff (O) und einem Teil Silicium (Si). Dies entspricht einem Massenanteil (Gewichtsprozent) von 63,60 Gew.-% Mn, 31,75 Gew.-% O und 4,64 Gew.-% Si oder in der Oxidform 11,73 Gew.-% Mangan(II)-oxid (MnO), 78,33 Gew.-% Mangan(III)-oxid (Mn2O3) und 9,94 Gew.-% Siliciumdioxid (SiO2).
Die Analyse von natürlichen Braunit-Mineralproben weisen in der Regel je nach Bildungsbedingung und/oder Fremdbeimengungen geringe Abweichungen in der Zusammensetzung auf. So wiesen unter anderem chemisch ähnliche Proben aus der Manganerz-Mine Tirodi nahe dem gleichnamigen Ort im Distrikt Balaghat im indischen Bundesstaat Madhya Pradesh Gehalte von 10,80 Gew.-% MnO, 75,80 Gew.-% Mn2O3 und 9,68 Gew.-% SiO2 sowie als Fremdbeimengung 2,02 Gew.-% Eisen(III)-oxid (Fe2O3), 0,38 Gew.-% Calciumoxid (CaO), 0,35 Gew.-% Aluminiumoxid (Al2O3), 0,13 Gew.-% Magnesiumoxid (MgO) und 0,09 Gew.-% Titan(IV)-oxid (TiO2).

## Kristallstruktur
Braunit kristallisiert tetragonal in der Raumgruppe I41/acd (Raumgruppen-Nr. 142) mit den Gitterparametern a = 9,41 Å und c = 18,67 Å sowie 8 Formeleinheiten pro Elementarzelle.

## Modifikationen und Varietäten
Braunit II ist eine calciumhaltige Varietät.

## Bildung und Fundorte

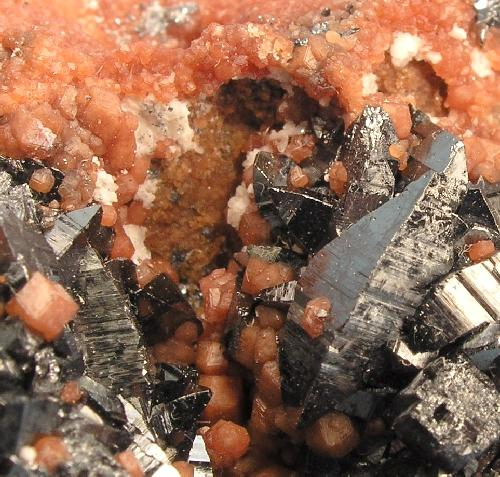
Braunit mit Andradit (orange) aus den N'Chwaning Minen, Kuruman, Kalahari Manganfeld, Nordkap, Südafrika (Größe 4,4 cm × 4,3 cm × 2 cm)

Braunit bildet sich durch Metamorphose oder Verwitterung aus Mangan-Silicaten und -Oxiden. Begleitminerale sind unter anderem Pyrolusit, Jakobsit, Hausmannit, Bixbyit-(Mn), Rhodonit, Spessartin und Hämatit.
Bisher konnte Braunit an über 300 Fundorten (Stand: 2009) nachgewiesen werden, so unter anderem in Australien, Belgien, Chile, China, Deutschland, Frankreich, Griechenland, Großbritannien, Indien, Indonesien, Irland, Italien, Japan, Kanada, Kasachstan, Madagaskar, Marokko, Mazedonien, Mexiko, Neuseeland, Norwegen, Oman, Österreich, Pakistan, Polen, Portugal, Russland, Schweden, Schweiz, Slowakei, Spanien, Südafrika, Südkorea, Tschechien, Türkei, Ukraine sowie den USA.

## Verwendung
Braunit wird bei lokaler Anreicherung als Manganerz genutzt.